# Night Time Is the Right Time
Night Time Is the Right Time è una canzone blues scritta nel 1937 da Roosevelt Sykes detto "The Honeydripper", ma interpretata e incisa da diversi altri artisti. È celebre per le parole del ritornello, "because night time, is the right time, to be with the one you love" ("perché la notte è il momento migliore per stare con chi ami").
Nel 1938 Big Bill Broonzy registrò la canzone con un testo molto differente. Lo stesso anno Roosevelt Sykes tornò in studio per una nuova versione, Night Time Is the Right Time #2, anch'essa con parole diverse. Queste prime registrazioni erano accreditate a Sykes e Leroy Carr, sebbene quest'ultimo fosse morto già nel 1935 senza aver mai inciso la canzone. Con il passare degli anni il brano è stato attribuito a un numero sempre maggiore di autori, pur mantenendo le principali caratteristiche della versione di Sykes.

## Versioni di Nappy Brown e Ray Charles
Nel 1957 il brano fu inciso da Nappy Brown. Un anno dopo uscì la versione di Ray Charles, inclusa negli album Ray Charles at Newport e The Genius Sings the Blues. Charles registrò la canzone con la voce delle Raelettes Margie Hendrix. Il singolo raggiunse al massimo la diciannovesima posizione della classifica dei singoli pop, mentre arrivò alla quinta nella classifica rhythm and blues.

## Altre versioni
- Ray Charles (1958)
- The Animals (1964)
- Eddie Boyd & His Blues Band (1967)
- The Sonics
- Aretha Franklin (1968)
- Creedence Clearwater Revival, nell'album Green River (1969)
- Canned Heat (1972-1974)
- Wayne County & the Electric Chairs (1976)
- Tina Turner, nell'album Rough (1978)
- James Brown (1983)
- Joss Stone (2005)
- The Rolling Stones, durante il A Bigger Bang Tour (2005-2007)